# 笑林
笑林是中国古代第一部笑话集，内容多为讽刺笑话，作者是邯郸淳。隋書、新唐书、旧唐书均記載該著作共三卷。宋朝時該著作還存世，其卷數由三卷扩充至十卷。宋朝以后流失，清朝人马国翰在《玉函山房輯佚书》中有該書的輯本一卷，共二十四则笑話。鲁迅在《古小说钩沉》辑其佚文近三十则。